# スティーヴン・P・シノット
スティーヴン・P・シノット（Stephen P. Synnott）は、アメリカの天文学者であり、宇宙船のナビゲーション技術の専門家。
木星、土星、天王星、海王星の衛星をいくつか発見した。